# Partido Popular (Jujuy)
El Partido Popular, previamente llamado Partido Provincial (PP) fue un partido político conservador argentino de ámbito provincial, funcional en la provincia de Jujuy, que ejerció como partido gobernante de dicho distrito entre 1913 y 1917, y nuevamente entre 1932 y 1940. Se integró dentro del Partido Demócrata Nacional ese mismo año, después de su derrota electoral.

## Historia
El PP fue sucesor de la seccional jujeña del Partido Autonomista Nacional como representante del conservadurismo en la provincia, ganando las dos primeras elecciones bajo sufragio secreto en la provincia ante los candidatos de la Unión Cívica Radical (UCR). Después de ser expulsado del poder por una intervención federal por parte del gobierno de Hipólito Yrigoyen, el PP pasó a un segundo plano en la política jujeña, actuando como una formación marginal que definió las elecciones favoreciendo a los candidatos de la Unión Cívica Radical Antipersonalista, con la que formó coaliciones triunfando en las elecciones provinciales durante la década de 1920.
Tras el golpe de Estado de septiembre de 1930, que derrocó al gobierno radical, el PP recuperó su papel protagonista. A diferencia de los partidos conservadores en casi todas las demás provincias, no se disolvió para integrar el Partido Demócrata Nacional, sino que conservó su autonomía, actuando esencialmente como representante de la Concordancia en Jujuy. El radicalismo jujeño se abstuvo en casi todos los comicios realizados en la provincia, denunciando la falta de garantías y el fraude electoral. Por tal motivo, el PP ganó casi siempre sin oposición, o con la escasa competencia supuesta por el Partido Socialista local. Los gobernadores electos de este período fueron Fenelón Quintana (1932-1934), Arturo Pérez Alisedo (1934-1936) y Pedro Buitrago (1936-1940). El PP obtuvo también las dos bancas correspondientes a Jujuy en la Cámara de Diputados, y sus dos senadores nacionales.
En 1940, en medio de la política liberalizadora encabezada por el presidente Roberto Marcelino Ortiz, el gobierno jujeño dirigido por Pedro Buitrago se vio presionado para celebrar elecciones libres, en las cuales el postulante conservador resultó previsiblemente derrotado por el candidato radical Raúl Bertrés. El PP se disolvió tras los comicios y se convirtió en la seccional jujeña del Partido Demócrata Nacional. Recuperaría brevemente el gobierno en 1942, antes del golpe de Estado de 1943.

## Resultados electorales

### Gobernador de Jujuy
|  | 53.56 % |

|  | 0.00 % |

|  | 46.01 % |

|  | 0.00 % |

|  | 70.82 % |

|  | 91.58 % |

|  | 24.45 % |

|  | 66.41 % |

|  | 93.37 % |

|  | 100.00 % |

|  | 43.76 % |

### Diputados Nacionales
|  | 81.88 % |

|  | 87.06 % |

|  | 100.00 % |

|  | 78.87 % |

### Legislatura Provincial de Jujuy
| Año  | Bancas    | Bancas | Bancas  | Bancas      |
| Año  | Obtenidas | +/-    | Totales | +/-         |
| ---- | --------- | ------ | ------- | ----------- |
| 1931 |           |        | 17/18   | 17          |
| 1934 | 11/12     | 2      | 20/21   | 3           |
| 1936 | 14/14     | 3      | 20/21   | Sin cambios |
| 1938 | 12/12     | 2      | 21/21   | 1           |
| 1940 | 0/10      | 12     | 11/21   | 10          |